# Angelo Rescaglio
Angelo Rescaglio (San Daniele Po, 14 agosto 1936 – Cremona, 28 ottobre 2023) è stato un politico italiano, senatore della Repubblica dal 1996 al 2001.

## Biografia
Laureato in lettere moderne nel 1963 all'Università Cattolica del Sacro Cuore, è stato a lungo docente di italiano e latino al liceo Aselli di Cremona.
Uomo di ampio impegno culturale, civile ed ecclesiale è stato, tra le altre cose, presidente del comitato cremonese della Società Dante Alighieri, presidente dell'Associazione Nazionale Partigiani Cristiani (ANPC) di Cremona e presidente diocesano dell'Azione Cattolica.
Ha scritto di letteratura latina e contemporanea ma anche come giornalista, collaborando anche per più di cinquant'anni con il settimanale diocesano La Vita Cattolica.
È morto a Cremona il 28 ottobre 2023.
Il funerale, presieduto dal vescovo emerito di Cremona Dante Lafranconi, si è tenuto il 31 ottobre nella chiesa parrocchiale di San Daniele Po, nel cui cimitero è avvenuta anche la sepoltura.

## Carriera politica
Esponente del Partito Popolare Italiano, alle elezioni politiche del marzo 1994 si è candidato per il Patto per l'Italia al Senato nel collegio di Cremona, ottenendo il 16,8% dei voti, senza risultare eletto.
Alle elezioni politiche dell'aprile 1996 è stato eletto senatore, vincendo nel medesimo collegio uninominale di Cremona per L'Ulivo, con il 38,7%. A Palazzo Madama ha fatto parte del gruppo del PPI per l'intera XIII Legislatura. Nel maggio 2001 si è ricandidato al Senato per l'Ulivo nel medesimo collegio, ottenendo il 35% dei voti, venendo sconfitto dal candidato del centrodestra e concludendo quindi il proprio mandato parlamentare.

## Opere
L'OPAC SBN riporta una ventina di titoli, tra i quali:
- Antonio Faverzani, Poemetti latini, a cura di Angelo Rescaglio, Cremona, Athenaeum cremonense, 1971. (Annali della Biblioteca statale e Libreria civica di Cremona, vol. II, fasc. 2).
- Angelo Rescaglio, Antonio Faverzani: l'uomo e il poeta, Cremona, Industria grafica editoriale Pizzorni, 1972.
- Angelo Rescaglio, Il dramma degli Umili nella satira di Giovenale, il poeta della contraddizione, Cremona, Edizioni Fodri, 1976.
- Angelo Rescaglio, Eterni mondi naturali nella poesia di Orazio, in La Scuola classica di Cremona. Annuario 2003, Cremona, 2003.